# Minefeltet
Minefeltet betegner værtshuskvarteret omkring Nikolaj Plads i København. Især i perioden fra 1920'erne til 1960'erne var miljøet tilholdssted for bohemer, kunstnere, livskunstnere, excentrikere og særlinge.
Kendte værtshuse i området var/er Galatheakroen, Café Nick, Skindbuksen, Parnas, Lauritz Betjent, Vingaarden og Wessels Kro.
Blandt stamgæsterne har man i tidens løb fundet digtere og forfattere som Jens August Schade, Tom Kristensen, Olaf Gynt, Otto Gelsted, Sigfred Pedersen og Johannes Weltzer. 
I litteraturen er miljøet bl.a. beskrevet i Tom Kristensens Hærværk og Hans Scherfigs Den døde mand.